# Gandash
Gandaš (o Gandash) es el primer rey conocido de los casitas. Este pueblo hacía incursiones desde la meseta iraní hacia Mesopotamia después de la mitad del siglo XVIII a. C.. Hacia el 1729 aC había logrado establecerse en la región del Éufrates, formando el reino de Khana (con las ciudades de Mari y Terqa). Su rey Gandash llevaba el título de "rey de los casitas, de Sumer, Akkad, y Babilonia" pero no dominaba Babilonia ni Sumer y sólo parte de Akkad. Gobernó sobre los casitas establecidos en el Éufrates en la última parte del siglo XVIII.